# Андреа Довіціозо
Андре́а Довіціо́зо (італ. Andrea Dovizioso; 23 березня 1986, Форлімпополі, Італія) — італійський мотогонщик, учасник чемпіонату світу з шосейно-кільцевих мотогонок MotoGP. Чемпіон світу у класі 125сс (2004). У сезоні 2016 виступає за заводську команду «Ducati Team» під номером 4.

## Кар'єра
Андреа народився в італійському містечку Форлімпополі 23 березня 1986 року. Його захоплення мотоциклами почалося, коли він, будучи маленьким хлопчиком, дивився, як його батько займається мотокросом у вихідні дні. Молодий Довіціозо мріяв мати власний мотоцикл, і, після того, як він навчився їздити на велосипеді без допоміжних коліс, його батько придбав потужний мінібайк. Андреа було лише 4 роки.
Два роки по тому він взяв участь у перших змаганнях. Протягом наступних семи років він брав участь у різноманітних змаганнях, вигравши у 1997 і 1998 роках чемпіонат Італії на мінімото. Окрім мотоспорту, в дитинстві Довіціозо захоплювався також футболом, але пристрасть до мотоциклів все ж перемогла.

### Клас 125сс
У 2001 році Андреа Довіціозо виграв чемпіонат Європи з шосейно-кільцевих мотогонок у класі 125cc, а також взяв участь у своїй першій гонці чемпіонату світу в Муджелло. Наступного, 2002 року, він дебютував у чемпіонаті світу з шосейно-кільцевих мотоперегонів серії Гран-Прі в класі 125cc, виступаючи за команду «Team Scot Honda», зайнявши 16 місце в підсумковій турнірній таблиці. У тому сезоні його найкращими результатами були два дев'ятих місця в Ле-Мані і Донінгтоні. Наступного року dsy продовжив співпрацю з командою, зайнявши 5 місце в загальному заліку і досягнувши чотирьох подіумів.
У сезоні 2004 року Андреа здобув п'ять перемог на етапах та шість подіумів, внаслідок чого здобув перемогу в чемпіонаті з 293 очками.

### Клас 250сс
У 2005 році Довіціозо перейшов у клас 250cc, продовжуючи співпрацю з командою «Team Scot Honda». У сезоні здобув п'ять подіумів і посів 3-є місце в загальному заліку. Він також отримав нагороду «Новачок Року». У 2006 році він залишився з командою, яка була перейменована в «Humangest Racing». Він виграв дві гонки в Барселоні і Ешторілі і фінішував на подіумі 11 разів. Боровся за чемпіонський титул до останньої гонки сезону, але повинен був поступитися Хорхе Лоренсо. У сезоні 2007 року виграв дві гонки (в Стамбулі і Донінгтоні) і знову боровся за чемпіонство, але в результаті посів 2-е місце ще раз.

### Клас MotoGP

#### 2008
Після успішних виступів в середньому класі, Довіціозо привернув увагу команд «королівського» класу. На сезон 2008 він підписав контракт з командою «JiR Team Scot MotoGP», в якій отримав у своє розпорядження мотоцикл Honda RC212V. Вже у першій гонці сезону в Катарі Андреа посів досить високе 4-е місце. Протягом сезону він продемонстрував низку непоганих результатів, найкращим з яких стало 3-є місце на Гран-Прі Малайзії. В загальному заліку італієць фінішував 5-им.

#### 2009
На сезон 2009 Довіціозо отримав запрошення від заводської команди Honda у чемпіонаті — «Repsol Honda Team», замінивши у ній Нікі Хейдена. Найкращою гонкою у сезоні стало Гран-Прі Великої Британії, де Дові здобув свою першу і поки єдину перемогу у «королівському» класі. Загалом же сезон пройшов дещо гірше, ніж попередній. У загальному заліку Довіціозо фінішував на 6-му місці.

#### 2010
Наступний сезон Андреа провів знову у «Repsol Honda». Його результати покращились — він 3 рази приїжджав 2-им, загалом сім разів фінішувавши на подіумі. В загальному заліку італієць зайняв 5-е місце.

#### 2011

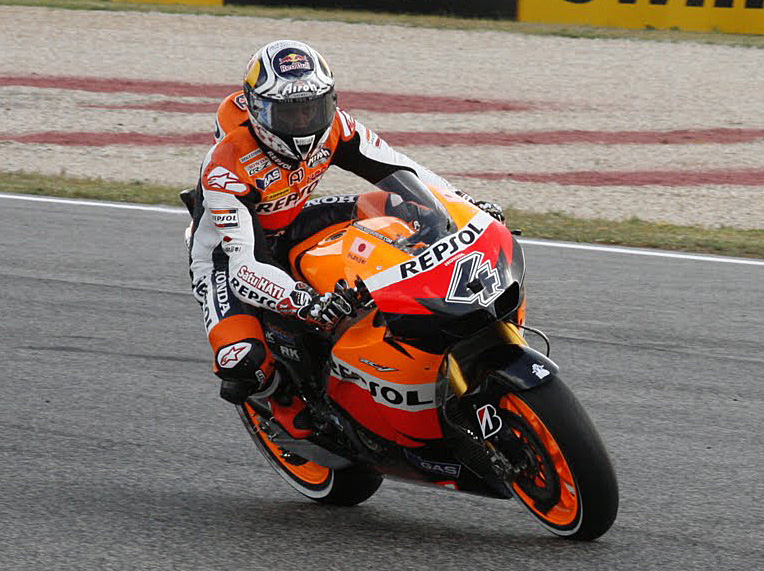
Андреа Довіціозо в Ештурілі, сезон 2011

Сезон 2011 Довіціозо також провів з «Repsol Honda». Його результати були схожими до минуло річних: 4 других місця та сім подіумів, що дозволило зайняти 3-є місце у загальному заліку після Кейсі Стоунера та Хорхе Лоренсо. Після сезону команда перейшла на використання нових мотоциклів — Honda RC213V. Керівництво «Repsol Honda» на наступний сезон зробила ставку на Стоунера та Педросу, тоді як Довіціозо довелось шукати нову команду.

#### 2012
У сезоні 2012 Андреа приєднався до приватної команди «Monster Yamaha Tech 3», замінивши у ній Коліна Едвардса. Його партнером став Кел Кратчлоу, обоє отримали у своє розпорядження мотоцикл Yamaha YZR-M1. Незважаючи на відсутність заводської підтримки, Довіціозо зміг продемонструвати низку високих результатів, 6 разів зайнявши треті місця. В загальному заліку італієць фінішував на 4-му місці.

#### 2013
На сезон 2013 Андреа перейшов в італійську команду «Ducati Team», замінивши у ній легендарного земляка Валентіно Россі. Цей сезон був складним для команди — її мотоцикл Ducati Desmosedici не міг на рівних конкурувати з японськими байками. Це вплинуло на невисокі результати, показані Довіціозо. Найкращим результатом стало 4-е місце на дощовому Гран-Прі Франції. В загальному заліку Андреа фінішував на 8-му місці. Невтішні результати спонукали команду шукати шляхи виходу з кризи. Щоб мати можливість розвивати мотоцикл протягом сезону, керівництво «Ducati Team» вирішило позбутися статусу заводської команди, перейшовши на сезон 2014 до новоствореної категорії Open.

#### 2014
Перед початком сезону інженери «Ducati Team» суттєво попрацювали над вдосконаленням мотоцикла. Вже на другій гонці сезону у Техасі Довіціозо зайняв третє місце, завоювавши перший подіум для команди з вересня 2012 року. На дощовій гонці у Ассені Дові фінішував ще успішніше: зайняв друге місце. Високі результати дозволили італійцю у середині сезону займати 4-е місце в загальному заліку, випереджаючи Хорхе Лоренсо. Це спонукало керівництво «Ducati Corse» продовжити контракт з Андреа ще на 2 роки, до закінчення сезону 2016. До кінця сезону Дові продемонстрував ще кілька сильних результатів, фінішувавши у загальному заліку на 5-у місці.

#### 2015
16 лютого 2015 року в Борго Панігале був представлений новий мотоцикл GP15. В порівнянні з попередником він мав багато нових деталей, і хоча його максимальна швидкість зменшилась, проте він став більш керованим. Це дозволяло Довіціозо з оптимізмом дивитись на новий сезон. І вже в дебютній гонці у Катарі Андреа віддячив команді — у напруженій боротьбі виборов друге місце. У самій гонці він стартував з поулу, лише третій раз зі 125 гонок, проведених у «королівському» класі. У двох наступних гонках Дові знову фінішував другим, і це дозволило йому в загальному заліку надійно закріпитись на другому місці вслід за Валентіно Россі. До того ж, він став лише 5 гонщиком в історії серії Гран-Прі, хто за кар'єру 200 та більше разів фінішували в заліковій зоні, приєднавшись до Валентіно Россі, Лоріса Капіроссі, Алекса Барроша та Дані Педроси.
Проте наступні результати принесли італійцю розчарування — у 15 наступних гонках він лише двічі фінішував на подіумі (два третіх місця у Великої Британії та Франції), а у чотирьох взагалі не фінішував. Такі нестабільні результати дозволили Андреа за підсумками сезону в загальному заліку зайняти лише 7-е місце.

## Статистика виступів

### В розрізі сезонів
| Сезон | Клас   | Команда               | Мотоцикл                | Гонки | Пер | Под | ПП | НК | Очки | Місце |
| ----- | ------ | --------------------- | ----------------------- | ----- | --- | --- | -- | -- | ---- | ----- |
| 2001  | 125cc  | RCGM Rubicone Corse   | Aprilia RS 125          | 1     | 0   | 0   | 0  | 0  | 0    | -     |
| 2002  | 125cc  | Scot Racing Team      | Honda RS125R            | 16    | 0   | 0   | 0  | 0  | 42   | 16    |
| 2003  | 125cc  | Team Scot             | Honda RS125R            | 16    | 0   | 4   | 1  | 0  | 157  | 5     |
| 2004  | 125cc  | Kopron Team Scot      | Honda RS125RW           | 16    | 5   | 11  | 8  | 3  | 293  | 1     |
| 2005  | 250cc  | Team Scot             | Honda RS250RW           | 16    | 0   | 5   | 0  | 1  | 189  | 3     |
| 2006  | 250cc  | Humangest Racing Team | Honda RS250RW           | 16    | 2   | 11  | 2  | 4  | 272  | 2     |
| 2007  | 250cc  | Kopron Team Scot      | Honda RS250RW           | 17    | 2   | 10  | 2  | 3  | 260  | 2     |
| 2008  | MotoGP | JiR Team Scot MotoGP  | Honda RC212V            | 18    | 0   | 1   | 0  | 0  | 174  | 5     |
| 2009  | MotoGP | Repsol Honda Team     | Honda RC212V            | 17    | 1   | 1   | 0  | 0  | 160  | 6     |
| 2010  | MotoGP | Repsol Honda Team     | Honda RC212V            | 18    | 0   | 7   | 1  | 1  | 206  | 5     |
| 2011  | MotoGP | Repsol Honda Team     | Honda RC212V            | 17    | 0   | 7   | 0  | 1  | 228  | 3     |
| 2012  | MotoGP | Monster Yamaha Tech 3 | Yamaha YZR-M1           | 18    | 0   | 6   | 0  | 0  | 218  | 4     |
| 2013  | MotoGP | Ducati Team           | Ducati Desmosedici GP13 | 18    | 0   | 0   | 0  | 0  | 140  | 8     |
| 2014  | MotoGP | Ducati Team           | Ducati Desmosedici GP14 | 18    | 0   | 2   | 1  | 0  | 187  | 5     |
| 2015  | MotoGP | Ducati Team           | Ducati Desmosedici GP15 | 18    | 0   | 5   | 1  | 0  | 162  | 7     |
| 2016* | MotoGP | Ducati Team           | Ducati Desmosedici GP16 | 1     | 0   | 1   | 0  | 0  | 20   | 2*    |

Примітка: * — сезон триває, дані наведено станом на після закінчення 1 гонки сезону з 18.

## Цікаві факти
- Андреа товаришує із відомим голлівудським актором Кіану Рівзом, який відвідує його на етапах MotoGP. Після закінчення сезону 2015 Дові відвідав свого друга та вони разом проїхались по вулицях Лос-Анджелеса[8].